# Morogoro
Morogoro es una ciudad con una población urbana de 471 409 (según el censo de 2022), situada en la sierra sur de Tanzania, a 190 km al oeste de Dar es Salaam. Es la capital de la región de Morogoro. También es conocida, de manera informal, como "Mji kasoro Bahari", lo que se traduce como "la ciudad por debajo de un océano/puerto".

## Geografía
Morogoro se encuentra al pie de las Montañas Uluguru, y es la capital de la región de Morogoro. Es un centro agrícola de primer orden a escala regional, a lo cual contribuye el hecho de ser la sede de la Universidad Sokoine de Agricultura. Por otra parte, se encuentra estratégicamente situada en el centro de las rutas que conectan la capital de Tanzania, Dodoma, con la ciudad más poblada del país, Dar es-Salam, y con la principal ciudad del altiplano meridional, Iringa.
Goza de unos elevados niveles de precipitaciones, que resultan vitales para el cultivo de arroz, caña de azúcar.
En la época colonial, a las afueras de la ciudad, se extendían kilómetros y kilómetros de plantaciones de sisal, un producto del que Tanzania es el segundo mayor productor mundial.
En las planicies del oeste de la región se ubica el parque nacional de Mikumi. En la ciudad también tienen su sede numerosas misiones, que regentan escuelas y hospitales. Mención aparte merece el Centro Amani (cfr. «infra» apartado dedicado a esta institución).

## Morogoro y la música
Morogoro también destaca en lo que respecta a la música tradicional tanzana. Aquí se encuentra la casa de Salim Abdullah, fundador de la banda de jazz cubano Marimba, que se encontraba a la vanguardia de la promoción de la música popular de Tanzania. Salim Abdullah fue un prolífico compositor y cantante de la rumba al estilo cubano, que sobresalió a finales de 1950 y en los años posteriores a la independencia de Tanzania. Después de su muerte, la banda del tha luchó para recuperar su importancia, pero se desvaneció en el olvido.
La Morogoro Jazz Band, otra conocida banda de jazz del país, fue fundada en la ciudad en 1944.
Por último, desde mediados de la década de 1960 y durante la década de 1970, en Morogoro vivió uno de los músicos más conocidos e influyentes de Tanzania, Mbaraka Mwinshehe, un guitarrista y cantautor que murió en un accidente de tráfico en Mombasa (Kenia).

## El Centro Amani
En Morogoro se localiza el centro Amani, que ha ayudado a más de 3400 personas con discapacidad de los pueblos de los alrededores. Mamá Bakhita, su fundadora, abrió el centro con apenas seis niños menores y daba clases bajo un mango. El Centro Amani está dispuesto a tener tanta ayuda como sea posible, tanto si es en forma de donaciones o de voluntarios.

## Transporte

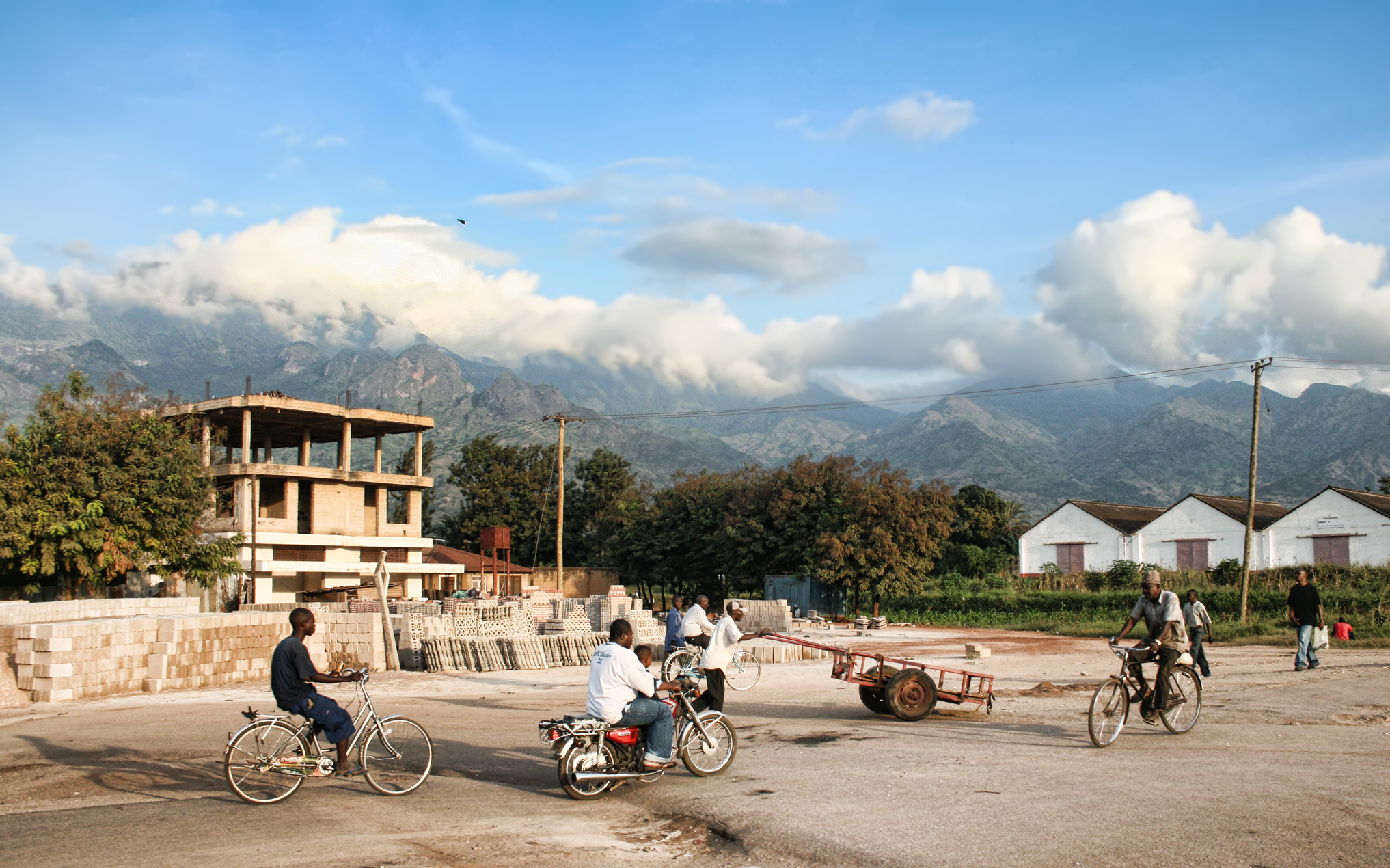
El transporte en bicicleta y motocicletas es muy común en la ciudad

Morogoro cuenta con una estación de ferrocarril de la Tanzania Railways Corporation. Los autobuses públicos, denominados Dala Dala, permiten trasladarse dentro de la ciudad. La mayoría de los hombres de negocios tiene sus propias bicicletas o motos.

## Agua
El 80% del suministro de agua de Morogoro proviene de la presa Mindu, en el río Ngerengere. La presa resultó controvertida desde que empezó a proyectarse en 1978. El nuevo cuerpo de agua estancada ha llevado a altas tasas de la infección bilharziasis,  y el mercurio de las escorrentías de las minas de oro cerca de la represa ha causado la contaminación del suministro agua de la ciudad. La presa, además, se está volviendo cenagosa rápidamente debido a la deforestación de las áreas circundantes.

## Cultura y deportes
La ciudad está representada en la Tanzanía Premier Liga por los clubes de fútbol Moro United y Polisi Morogoro.

## Educación
El campus principal de la Universidad Sokoine de Agricultura se encuentra en Morogoro. Otras universidades de la ciudad son la Morogoro Muslim University y la Jordan University College, mientras que la Mzumbe University se localiza a tan sólo 26 km al sur de la ciudad, en la carretera hacia Iringa. Aquí también se encuentran algunas escuelas muy conocidas, como el Ardhi Institute Morogoro, el Morogoro Teachers College y el LITA. Igualmente, aquí se sitúa una de las escuelas de secundaria más antiguas de Tanzania, el Kilakala Girls High School, inicialmente conocido como el Marian College.

## Ciudades hermanas
Morogoro está hermanada con Milwaukee (Wisconsin, Estados Unidos), y también con Linköping (Suecia) y con Vaasa (Finlandia).

## Turismo
En Morogoro se vive un turismo tranquilo, ya que sus hermosos lugares permiten una relajante visita a este lugar, destacando algunos de sus más famosos hoteles, como el Nashera Hotel y el Arc Hotel.

## Explosión de un camión cisterna de combustible
El 10 de agosto de 2019, Morogoro sufrió un incidente devastador cuando un camión cisterna de combustible explotó en la ciudad. La explosión provocó la pérdida de 100 vidas y causó heridas a al menos otras 47 personas. Este evento se considera uno de los desastres más importantes de su naturaleza ocurridos en Tanzania.